# Hamid Alimjan
Hamid Alimjan o Hamid Olimjon (en alfabeto cirílico Ҳамид Олимжон, ruso: Хамид Алимджан); (1909; 3 de julio de 1944), fue un poeta y dramaturgo uzbeco en la época de la Unión Soviética. Representante de la poesía clásica de Uzbekistán en el siglo XX.

## Biografía
Oriundo de Djizaks, Alimjan estudió en Samarcanda. Se casó con la poeta y escritora Zulfiya Isroilova. Era miembro del círculo literario Qizil Qalam, en el Komsomol, y en 1926 comenzó a escribir. En 1929 aparece su primer volumen de poesías, titulado Koʻklam. En 1934 interviene en el primer congreso de la Unión de Escritores Uzbecos en Taskent, y en mayo de 1937 participa en la "Fiesta de Diez Días del Arte Uzbeco" en Moscú. Desde 1939 hasta su fallecimiento -en accidente automovilístico el 3 de julio de 1944- fue secretario de la Unión de Escritores Uzbecos. Además, desde 1943 fue miembro de la Academia Soviética de las Ciencias.

## Obra
Alimjan, miembro del PCUS, escribió varias obras dramáticas y propagandísticas, no obstante lo cual también defendió la línea crítica de la década de 1920 de Abdulhamid Sulaymon oʻgʻli Choʻlpon. Al igual que Elbek, fue conocido por una literatura que adaptaba fábulas, epopeyas y cuentos de la tradición oral.
Sus primeras obras muestran la influencia de Vladímir Mayakovski, a quien conoció en 1929, si bien se parecen más a los artistas antisoviéticos. Su drama Muqanna, estrenado en 1943 en el teatro Hamza, cayó en desgracia en 1946 a manos de los críticos que le achacaban "ocuparse del pasado feudal". Sin embargo, la Gran Enciclopedia Soviética le asigna una "grandiosa maestría artística" a la poesía de Alimjan.
En la década de 1930 salió de su pluma el escrito propagandístico Nima bizga Amerika? (¿Por qué nos preocupamos de América?), en la línea de la propaganda rusa antinorteamericana. Durante la Segunda Guerra Mundial, conjuntamente con Gʻafur Gʻulom escribió cartas colectivas, una forma literaria especial de la RSS Uzbeca en verso, como por ejemplo una Carta del pueblo uzbeco al Gran General de la Guerra Patriótica, camarada José Stalin.
Hoy en día, una estación del metro de Taskent lleva el nombre de Hamid Olimjon.

## Literatura
- Edward Allworth: Uzbek Literary Politics. Mouton & Co., La Haya, 1964